# Cacau
Jeronimo Maria Barreto Claudemir da Silva (n. 27 martie 1981, São Paulo, São Paulo, Brazilia), cunoscut sub porecla Cacau, este un fost fotbalist german de origine braziliană.